# Saint-Julien-le-Faucon
Saint-Julien-le-Faucon település Franciaországban, Calvados megyében. Lakosainak száma 685 fő (2018. január 1.). Saint-Julien-le-Faucon Les Authieux-Papion, Coupesarte, Grandchamp-le-Château, Lessard-et-le-Chêne, Le Mesnil-Simon és Vieux-Pont-en-Auge községekkel határos.

## Népesség
A település népessége az elmúlt években az alábbi módon változott:
| Lakosok száma | 420  | 405  | 520  | 520  | 582  | 725  | 736  | 719  | 693  | 685  |
|               | 1968 | 1975 | 1982 | 1990 | 1999 | 2011 | 2013 | 2015 | 2017 | 2018 |